# Plectrocnemia scapulosa
Plectrocnemia scapulosa is een fossiele soort schietmot uit de familie Polycentropodidae.